# 保安官
保安官（ほあんかん）は、アメリカ合衆国の公安職。その所掌範囲は設置者によって異なるが、裁判所の警備、刑務所の警備、被疑者・収監者等の移送、民事執行、陪審員に対する召喚状送達ほかの行政上・司法上の事務も行う。ここでは一般的にアメリカ英語のシェリフ（sheriff）の訳語として保安官について記載するが、マーシャル（marshal）やコンスタブル（constable）も同様の役割を負うこともあり、それらについても触れる。

## 来歴
アメリカ合衆国の植民地時代の警察機構は、イギリスによるアメリカ大陸の植民地化に伴って本国から持ち込まれたものが基本的に踏襲されていた。その原型となったイギリスの代表的な公安職は下記のようなものであった。
シェリフ (Sheriff) 
国王からシャイア（州。現在のカウンティの前身）ごとに派遣された代官。当初は「シェアリーブ」（Shire Reeve、州代官）と称されていたが、後に訛って「シェリフ」となった。
マーシャル (Marshal) 
裁判所の運営にあたる廷吏。法廷内の秩序維持や令状の執行、囚人の護送などにあたっていた。
コンスタブル (Constable) 
最初期は隣保組織の長（十人組長）がこう称されていたが、後に1年任期制・無給で地域住民から選ばれる法執行官を指すようになった。
イギリスでは、地域の秩序・平和を維持する責任は地域住民各々が負うべきであるという自治の意識が強く、家族や地域住民による隣保制の時代が長かった。北アメリカの植民地でもこの理念は踏襲され、またアメリカ大陸の地理的条件などもあって、まずは隣保制や、その延長として地域住民に依拠した公安職が主となった。また人が集まって町を形成した場所では法廷も開廷し、これに伴ってマーシャルも任命された。その後植民が進むと、各植民地政府は植民地内を郡（カウンティ）に分割し、それぞれに代官としてシェリフを配した。このシェリフが、後の郡保安官の原型となる役職である。
これらの制度は、アメリカ合衆国の独立後もそのまま引き継がれ、また独立後の1789年には、連邦政府も自らの法執行官として、独立十三州に1人ずつのマーシャル（連邦保安官）を配置した。しかし独立十三州を始めとする東部諸州ではこのような制度が整備されていた一方で、西部開拓時代のフロンティアでは管轄人口が少ないこともあって統治機構自体が小規模で、1人で多役を兼任することも多く、シェリフやマーシャル、コンスタブルの区別も曖昧になっていた。また特に開拓の最前線は実質的に無政府状態となっており、犯罪率も高かったのみならず、西部開拓はアメリカ先住民族の生存圏への侵略でもあったことから、彼らとの武力衝突も頻発していた。このため、開拓民は自警団を組織するとともに、銃の名手を用心棒として雇うことが多かったが、この用心棒もシェリフやマーシャルと呼ばれており、こちらも後に郡保安官の制度に組み込まれていった。

## 管轄・役割
郡保安官
植民地政府が郡ごとに配したシェリフを起源とするが、上記の経緯より、マーシャルやコンスタブルと称されることもある。通常は、住民による選挙で選ばれる単独の公選職であるが、これだけでは手が回らないため、指揮下に警察組織を編成して、実業務はこちらに代行させることが多い。この指揮下の人員は、保安官補(deputyないしassitant; 保安官助手、保安官代理とも）と称されるのが通例である。本来的には、郡の一般警察業務を一手に担っていたが、都市化とともに自治体警察の設置が進むと、これらが管轄しない非法人地域や、自治体は発足しているが警察を保有しない地域を管轄することになり、日本にかつて存在した国家地方警察に近い性格となっている。また開拓期には自治体の多くの地方に設置されていたマーシャルも、多くはシェリフとの統合により代替されて廃止されたものの、一部では現在でも存続している。
なお、東部（ミシシッピ川以東の各州）では郡保安官が治安の維持にあまり重要な役割を負っておらず、非法人地域での警察活動は主として州警察が行っている場合が多いのに対し、西部（川以西の各州）では郡保安官が警察組織に近い大規模な保安官事務所を設置して重要な役割を担い、州警察は街道上の治安維持（ハイウェイパトロール）や広域犯罪捜査（州捜査局）のみを担当する場合もある。
市保安官
シェリフは市町村政府では一般的ではないが、例えば５つの郡(行政区)からなるニューヨーク市には、各郡（行政区）ごとに主として民事執行を行い、副次的に市税に対する犯罪を捜査等を行うシェリフが配されている (New York City Sheriff's Office) 。なお、同市には公務員ではあるが、市からは報酬を得ず、民事執行の手数料を得るマーシャルも別に存在する。
州保安官
シェリフは州政府でも一般的ではないが、例えばハワイ州では、公安省保安部 (Sheriff Division of the State Department of Public Safety) は州警察の任務を果たしている。またいくつかの州では、マーシャルやコンスタブルの制度が存続している。
連邦保安官
連邦政府のマーシャル。1870年以降は司法省に属し、1969年以降は連邦保安官局を編成している。
連邦航空保安官（スカイマーシャル）
運輸保安庁の法執行官。民間機に警乗し、ハイジャック防止などの航空保安にあたる。

## 保安官を扱った作品
『ザ・アウトロー』
『ラストスタンド』
『ソニック・ザ・ムービー』
『クレイジーズ』